# نسبت وزنی مغز و بدن

نمودار نسبت وزنی مغز و بدن جانوران

نسبت وزنی مغز و بدن (به انگلیسی: Brain-to-body mass ratio)، که به آن نسبت جِرمی مغز به بدن هم گفته شده، نسبتی است که میان تودهٔ مغز و جرم بدن جانور وجود دارد. فرض بر این است که این نسبت برآورد تقریبی هوش حیوان است؛ هرچند در موردهای بسیاری این فرض دقیق به نظر نمی‌رسد. اندازه‌گیری‌های پیچیده‌تر، ضریب مغزی (انسفالیزاسیون)، تاثیرهای وسیع آلومتری اندازه‌های بسیار مختلف بدن در چندین آرایه را نیز در نظر می‌گیرند. با این همه، نسبت وزنی مغز و بدن، به این دلیل که ساده‌تر است هنوز هم یک ابزار مفید برای مقایسهٔ ضریب مغزی در بین گونه‌ها یا بین گونه‌های نسبتاً نزدیک به هم است.

## رابطه بین اندازهٔ مغز و بدن
اندازهٔ مغز معمولاً همراه با اندازهٔ بدن در جانوران افزایش می‌یابد 
اندازهٔ مغز معمولاً همراه با اندازهٔ بدن در جانوران افزایش می‌یابد (به عنوان مثال جانوران بزرگ معمولاً مغز بزرگتری نسبت به جانوران کوچکتر دارند)، با این حال، این رابطه یک رابطه خطی نیست. پستانداران کوچک مانند موش ممکن است نسبت مغز و بدن شبیه به انسان داشته باشند، در حالی که فیل‌ها نسبت وزنی مغز و بدن نسبتاً پایینی دارند.
در جانوران تصور می‌شود هرچه که مغز بزرگتر باشد، وزن مغزی بیشتری برای وظایف شناختی پیچیده‌تر در دسترس خواهد بود. با این حال، جانوران بزرگ نیاز به نورون بیشتری برای شکل دادن بدن خود و کنترل عضلات ویژه دارند؛ بنابراین، نسبت نسبی به جای اندازهٔ مطلق مغز، مآخذ رتبه‌بندی جانوران می‌شود که بهتر با پیچیدگی‌های مشاهده‌شدهٔ رفتار جانور مطابقت دارد. رابطه بین نسبت جرم مغز به بدن و پیچیدگی رفتار کامل نیست، زیرا عوامل دیگر نیز بر هوش، تأثیر می‌گذارند مانند تکامل اخیر قشر مغزی و درجه‌های مختلف تأخیر مغزی که سطح کورتکس را افزایش می‌دهد، که به لحاظ مثبت در انسان به اطلاعات ارتباط دارد. البته استثنائاتی در این موارد ذکر شده وجود دارد؛ مواردی هست که جانور از تورم مغز رنج می‌برد که این حالت نسبت را در سطح بالاتری قرار می‌دهد، ولی هوش را تغییر نمی‌دهد.

## مقایسه بین گروه‌ها
| Species        | Brain:body mass ratio (E:S) |
| -------------- | --------------------------- |
| مورچه‌های گوچک  | 1:7                         |
| حشره‌خوار درختی | 1:10                        |
| پرندگان کوچک   | 1:14                        |
| موش            | 1:40                        |
| انسان          | 1:50                        |
| گربه           | 1:110                       |
| سگ             | 1:125                       |
| سنجاب          | 1:150                       |
| قورباغه        | 1:172                       |
| شیر            | 1:550                       |
| فیل            | 1:560                       |
| اسب            | 1:600                       |
| کوسه           | 1:2496                      |
| اسب ابی        | 1:2789                      |

دلفین‌ها بیشترین  نسبت وزنی مغز و بدن را در میان آب‌بازسانان دارند.